# Giuseppe Farinelli
Giuseppe Farinelli (Este, Pàdua, 7 de maig de 1769 – Trieste, Friül, 12 de desembre de 1836) fou un compositor italià.
Estudià en diversos centres, especialment en el Conservatori de la Pietà dei Turchni, de Nàpols, i des de molt jove es dedicà a la composició d'òperes, que assoliren molt d'èxit, malgrat la seva manca d'originalitat, ja que el seu estil era calcat al de Cimarosa, però s'ha de dir en honor de Farinelli que sabé adaptar-se perfectament al seu model i que la seva melodia és fàcil i agradable quasi sempre.
Fou mestre de capella a Trieste i les seves òperes passen de 40, de les que només en cal citar les més importants que són les següents:
- Il triomfo d'Emilio.
- L'amor sincero.
- Odoardo e Carlotta.
- Il Cid delle Spagne.
- L'ingagno non dura, (Nàpols, 1806).
- Scipio in Cartago. (Torí, 1815).
- La donna di Bessarabia, (Venècia, 1819).

A més, se li deuen, nombroses composicions religioses, sent les més importants:
- Cinc Misses.
- Un Credo.
- Un Stabat Mater.